# Xhevdet Peci
Xhevdet Peci (ur. 17 kwietnia 1955 w Zhazhë, zm. 9 maja 2022) – jugosłowiański i kosowski bokser wagi ciężkiej, czterokrotny mistrz Jugosławii w wadze ciężkiej boksu.

## Życiorys
Ukończył szkołę podstawową i średnią w Mitrowicy oraz studia na Wydziale Nauk o Sporcie Uniwersytetu w Prisztinie.
Karierę bokserską zaczął w 1971 roku w klubie KB Akumulatori w Mitrowicy, dwa lata później przeszedł do klubu KBx Prishtina. W latach 1975–1983 został czterokrotnie ogłoszony mistrzem Jugosławii w ciężkiej kategorii wagowej. Zakończył karierę bokserską w 1986 roku.